# Victorian Certificate of Education
Victorian Certificate of Education, VCE, är den examen man får efter studier på High School i delstaten Victoria, Australien.
Skolgången i Victoria är uppdelad på 12 år. År 1-6 faller inom Primary School och år 7-12 räknas till Secondary School eller High School. Följaktligen utgör år 11-12 själva VCE. År 10 ses som ett förberedande år för VCE (jämför med International Baccalaureate). VCE är liksom den svenska gymnasieskolan frivillig, men majoriteten av eleverna väljer även här att fortsätta sina studier till den högre nivån.

## Ämnen
Alla ämnen i VCE är uppdelade i fyra units. På ett år läser man alltså unit 1+2 eller 3+4. Varje unit tar ca 6 månader att slutföra. För vissa ämnen krävs att man läst unit 1+2 för att få fortsätta med unit 3+4 (till exempel Mathematical Methods), medan man i andra kan börja läsa unit 3+4 utan förkunskaper från unit 1+2 (till exempel Biology). Ämnet engelska är obligatoriskt för samtliga elever och finns i fyra inriktningar: English, English as a Second Language, English Language samt Literature.
För att få sin examen godkänd måste man inkludera minst fyra stycken 3+4 units i sin studieplan, där (minst) en av de fyra inriktningarna av engelska är med. Det finns ingen officiell begränsning på hur många ämnen man får läsa, men majoriteten av studenterna läser totalt 6 stycken 3+4 units från år 10-12, där flertalet av dessa läses under det sista året. Det är bara 3+4 units som påverkar ens totala slutbetyg, s.k. ENTER score (Equivalent National Tertiary Entrance Ranking).